# 合川区
合川区是中国重庆市北部的市辖区，距重庆市区50千米左右，地处嘉陵江、涪江、渠江三江汇合之处，因三江汇流而得名。是国家卫生区、全国文明城区。因南宋时蒙古大汗蒙哥率军入侵南宋，却被宋军击毙于此从而改变欧亚战场格局而闻名于世。

## 历史

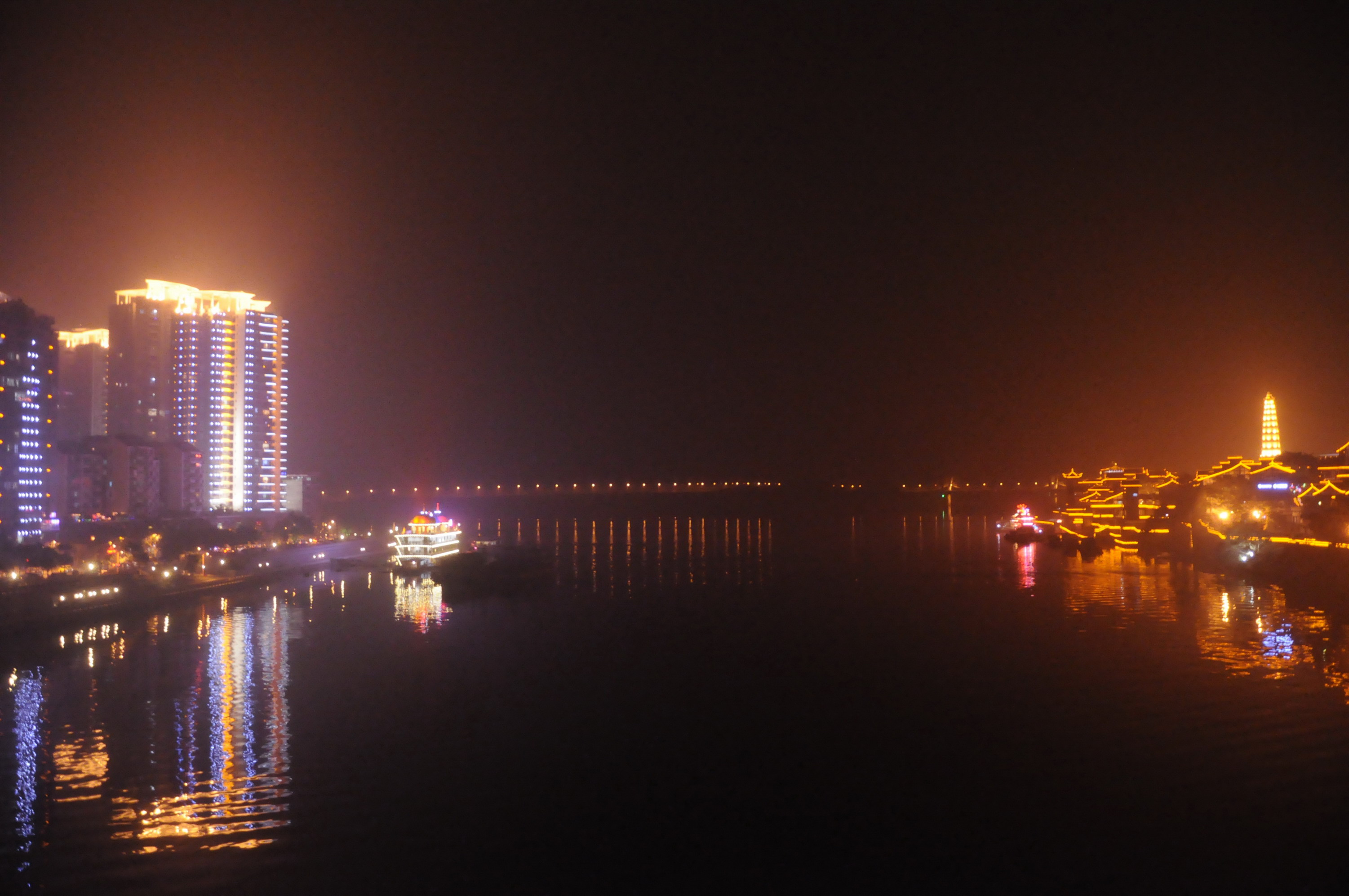
合川城两江三岸夜景

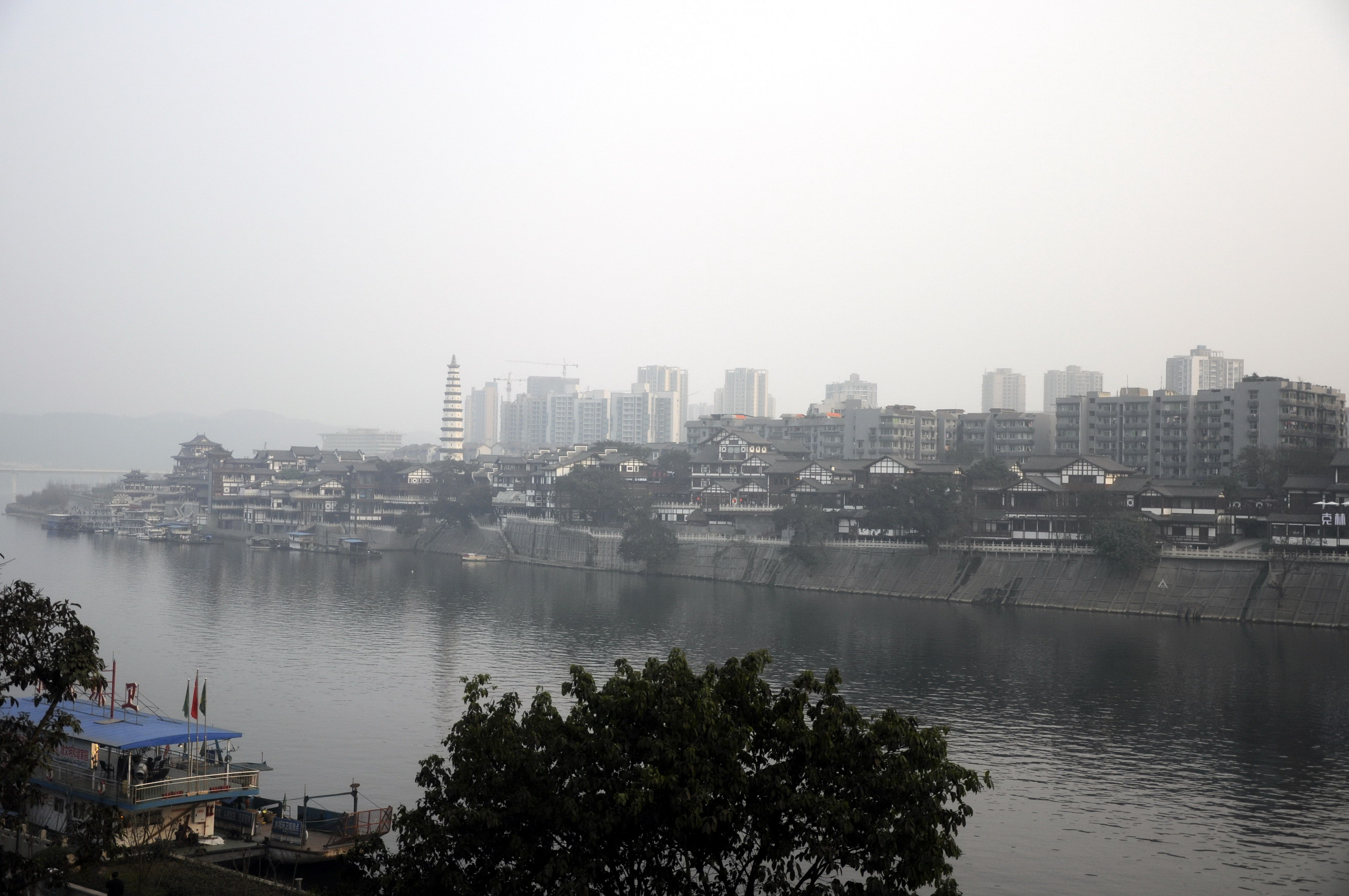
涪江南岸的文峰古街与白塔景观

合川已有2300余年历史，古代合川在巴人入川前为濮族人居住地，之后为巴人领地，战国时合川古城邑"巴子城"（今城区铜梁山下）曾为巴国别都。
- 前316年（周郝王元年、秦惠文王后元十一年）置垫江县[5]（原为亵江，取嘉、涪二江在城北鸭咀的汇合之水如衣重叠之意，《汉书·地理志》误记为垫江并沿袭至今），是为合川历史上最早县名，辖今合川、武胜、铜梁、安岳、岳池等县地[6]。
- 556年（西魏恭帝三年）改名合州。名因涪江自梓州、遂州来，在州治所处与嘉陵江合流而故名，辖4郡7县，其中垫江郡辖石镜县（即今合川区）1县，石镜由宕渠更名，名源于今嘉陵江合川段的龙洞沱照镜石。
- 1728年（清雍正六年），合州改属重庆府。
- 1913年（民国二年）合州改名合川县，属川东道[7]。其名仍源于水。民国24年属第三行政督察区。
- 1949年12月3日，屬巴縣專區，12月20日專署移駐璧山縣，属璧山專區辖。
- 1951年4月20日，專署移駐江津縣，更名江津专區。
- 1952年4月4日，划出合川县城区增设合川市，为丁等市[8]。
- 1953年5月13日，合川市改由省轄市，由江津專區代管[9]。
- 1957年10月18日，撤銷合川市，原市行政區域劃歸合川縣領導[10]，原合川市所辖地域改为合川县城关镇。
- 1983年3月3日，撤銷永川地區行政公署，合川县属重庆市管辖[11]。
- 1992年8月4日，撤县设立县级市，由省直轄[12]。
- 2006年10月22日，撤銷合川市，設立重慶市合川區，區政府駐南津街道[13]。
- 2020年5月9日，合川划入重庆主城都市区[14]。

合川历史上所设县、郡、州、市的治所均在今合阳城主城区。

## 地理

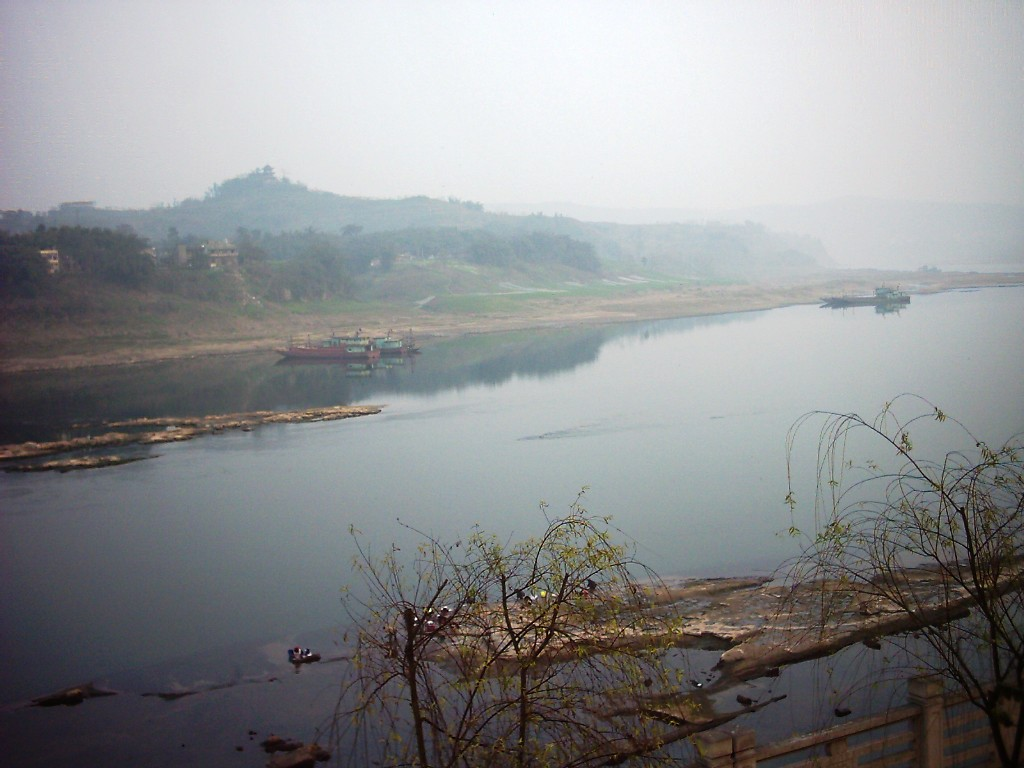
嘉陵江合川段一景

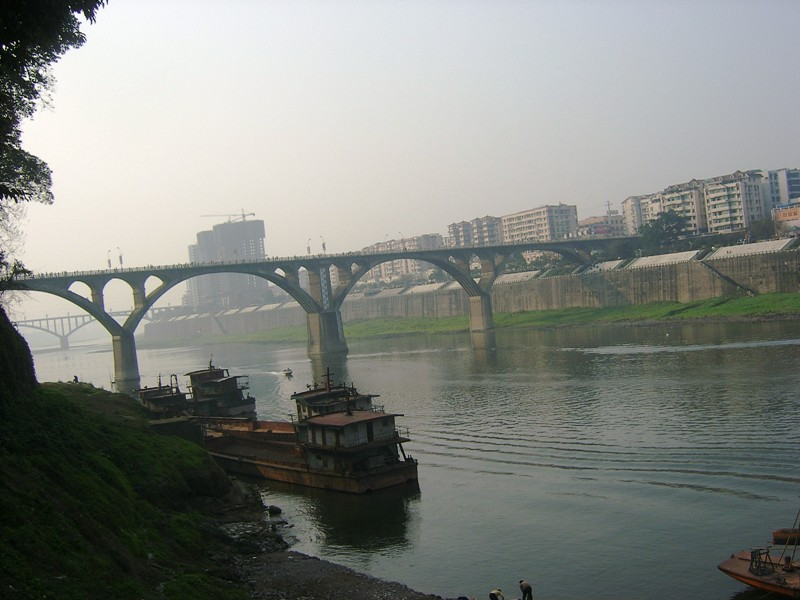
流过合川城区的涪江

合川区位于东经105°58′37″—106°40′37″，北纬29°51′02″—30°22′24″，地处嘉陵江、涪江、渠江汇合处，重庆市西北部、四川盆地东部、华蓥山南段西北麓，东南邻本市的渝北、北碚区，南接璧山区，西连铜梁、潼南区，北接四川省蓬溪、武胜、岳池县，东北连四川省华蓥市。合川区幅员面积2343.30平方千米，辖23个镇、7个街道办事处,总人口156万。
合川地处中丘陵和川东平行岭谷的交接地带，地势东、北、西三面较高，南面较低。地形分为平行岭谷和平缓丘陵两大类型。合川山脉东为华蓥山脉，西为龙多山脉。境内最高峰位于三汇镇鸡公咀，海拔高度1351.8米；最低点位于南面的草街街道嘉陵江边，海拔高度185米。
合川区三江汇流，水资源得天独厚。境内河道属长江流域，流域面积2343平方千米。主要河道有一级河嘉陵江1条；二级河涪江、渠江、南溪河、柏刺沟、沙河、玉龙河等31条；三级河小安溪、代峨溪、大沔溪、伐鳌河、赤水河、打柴沟溪、石岸溪、莲花石溪8条。境内最大河流为嘉陵江，从古楼镇至草街街道，流经古楼镇、钱塘镇、大石街道、云门街道、钓鱼城街道、合阳城街道、草街街道等，长89.5千米，流域面积1040千米，其主要支流有涪江、渠江、南溪河、陆家河、沙河等。

## 行政区划

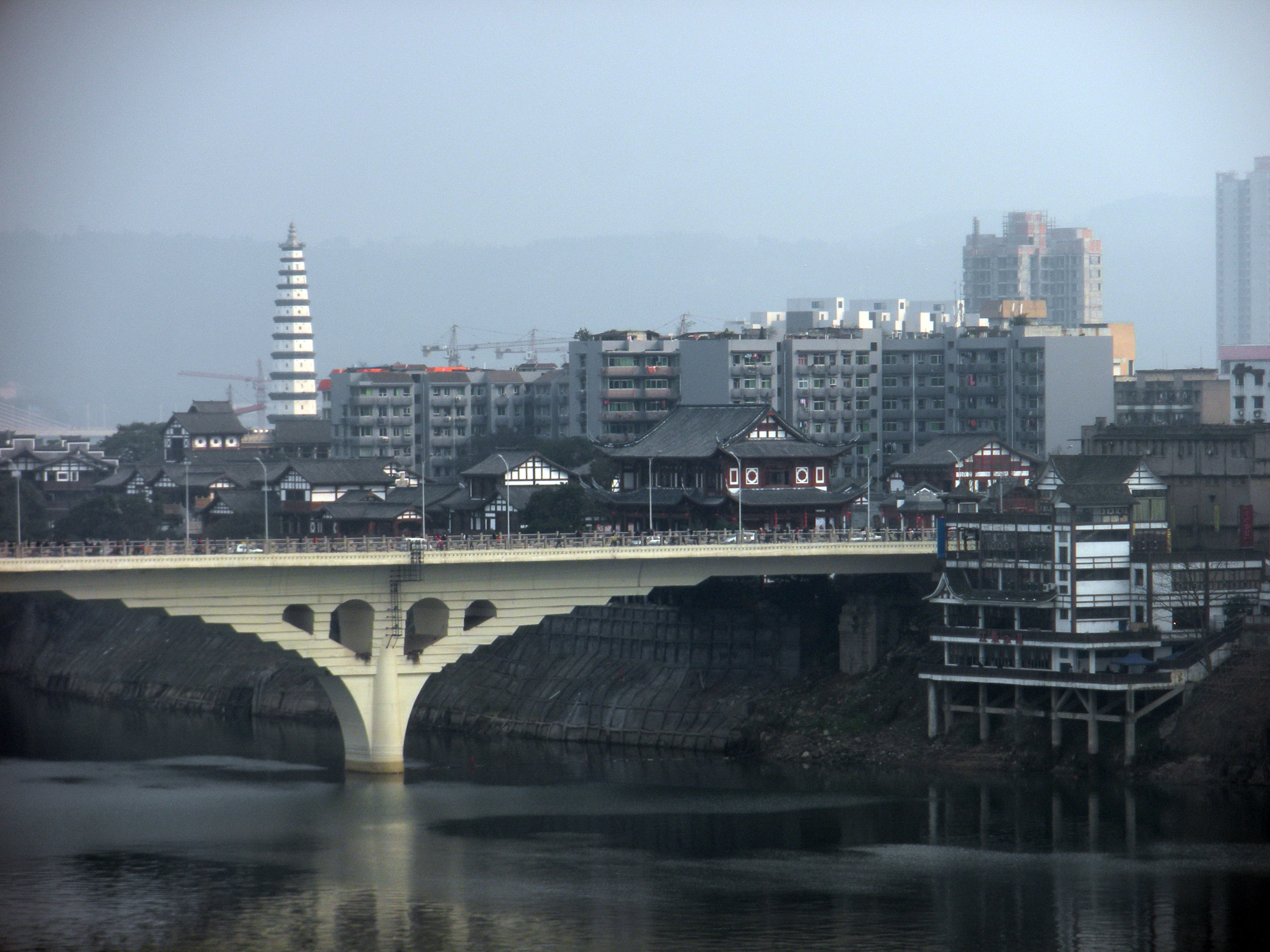
合川区南津街隔江景观

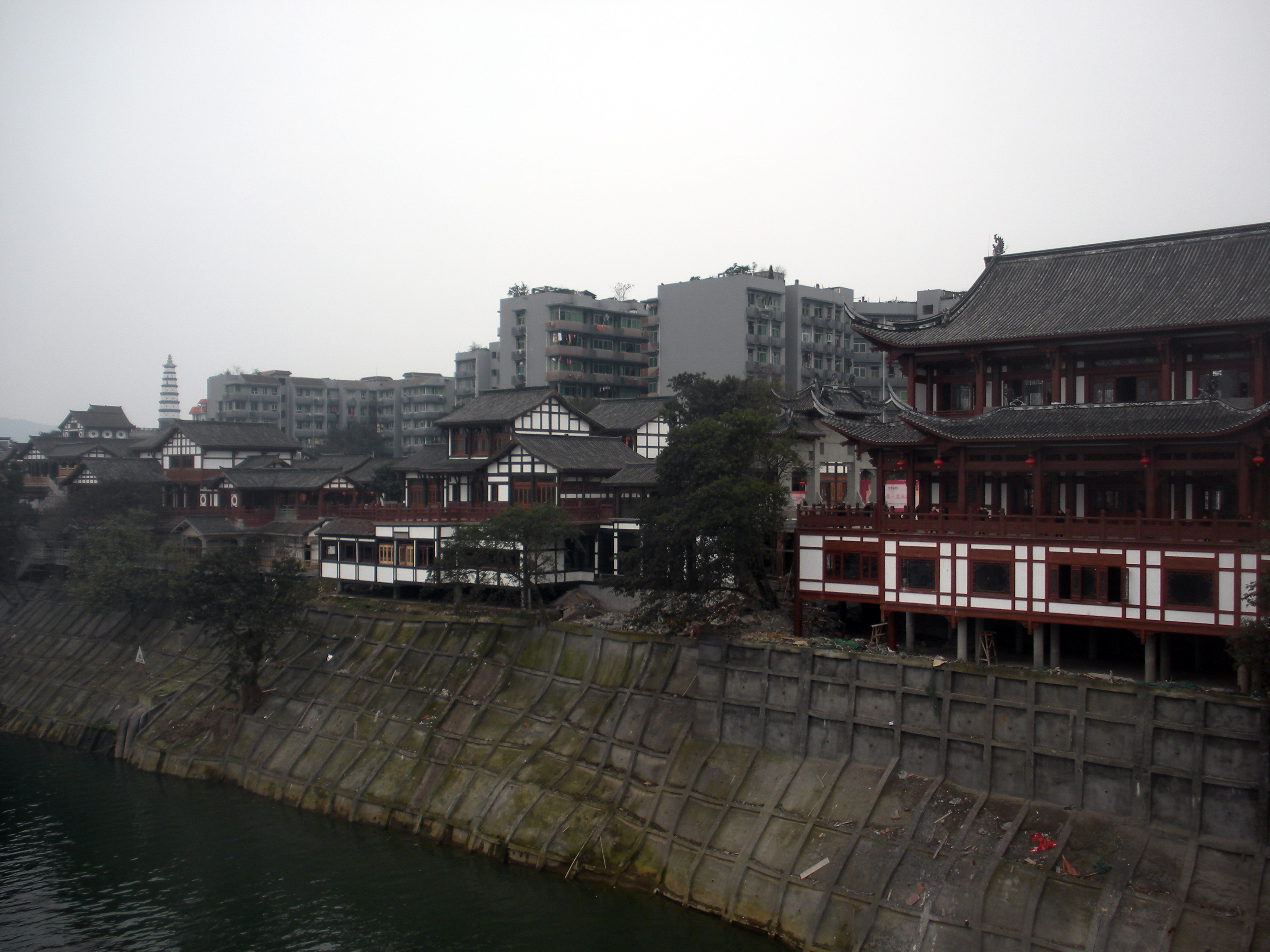
合川区南津街涪江岸边的吊脚楼风格的民居房

合川区辖7个街道、23个镇：合阳城街道、钓鱼城街道、南津街街道、盐井街道、草街街道、云门街道、大石街道、沙鱼镇、官渡镇、涞滩镇、肖家镇、古楼镇、三庙镇、二郎镇、龙凤镇、隆兴镇、铜溪镇、双凤镇、狮滩镇、清平镇、土场镇、小沔镇、三汇镇、香龙镇、钱塘镇、龙市镇、燕窝镇、太和镇、渭沱镇和双槐镇。
合川区人民政府驻南津街街道。南津街街道是合川区的行政中心、工业中心、物流中心、商业中心、人居环境示范区，滨临嘉陵江、涪江，背倚九峰山省级森林公园，对望钓鱼城古战场，内镶重庆江城工业园区，幅员面积95.3平方公里。合阳城街道办事处位于合川城北，幅员面积38.4平方公里，嘉陵江、涪江汇流于境内，东与钓鱼城街道相邻，南与南津街街道相望；交通便利，物产丰富，商贸繁荣，文化发达，环境优美，城市整洁；是重庆市级山水园林城区和卫生城区、重庆北部区域性中心城市的核心版块。钓鱼城街道位于合川城区东北部，幅员面积60.17平方公里，是合川商贸旅游重镇。辖区内有“双国宝”单位—“上帝折鞭之处”、“东方麦加”之美称的古钓鱼城；八角亭、鱼城烟雨、甘泉滴乳、金沙落雁、洪恩寺等众多旅游景点点缀其中。

### 縣域歷史
- 1952年2月2日，合川縣三一、七間、金子等3鄉劃歸武勝縣，合川縣慶和鄉的十二村劃歸岳池縣；岳池縣與合川縣共管的嘯馬鄉劃歸岳池縣[16]。
- 1953年9月，岳池縣嘯馬鄉再劃歸合川縣。
- 1953年，銅梁縣第二區十塘鄉的五、六兩村，5個鄰劃歸合川縣[17]。
- 1953年11月9日，合川縣第十二區的慶合、新合2鄉劃歸岳池縣，第七區別口鄉全部（6個村）、第八區萬壽鄉的6個村劃歸潼南縣[18]。
- 1954年1月，合川、潼南、銅梁等縣邊界插花地調整結束。銅梁縣十塘場(2個村)、人和場(1個居民組)、重慶市第六區（北碚）草街場(1個居民組)均劃歸合川縣轄。合川縣屬第十二區的慶合、新合2鄉劃歸岳池縣轄；第七區別口鄉、第八區萬壽鄉1個村劃歸潼南縣轄；第一區張家鄉一個半村劃歸銅梁縣轄。
- 1955年6月22日，江北縣轄的清平、治平、川心、壩子、楊柳5個鄉及土主鄉的青棡、寨子、埡口、花院、河堰5個村及大田鄉的瓦店、新房2個村，共7鄉40村（26883人）劃歸合川縣；重慶市的梧桐鄉劃歸合川縣[19][20]。
- 1956年8月，萬壽鄉9村黃桷三分社境地劃歸潼南縣轄。
- 1956年9月30日，合川縣土主區壩子鄉長溝村二分社地區劃歸北碚區澄江鄉轄[21]。

### 行政飞地
合川区有古楼镇天子村飞入四川省武胜县清平镇飞地2平方千米/2块、钱塘镇大柱村飞入四川省武胜县真静乡飞地
0.632平方千米/2块，是全国省级飞地中最小的，其中飞入四川省武胜县清平镇飞地有川渝两地均设文物保护单位的天子村汉墓群。四川省武胜县新学乡亦有飞入合川区燕窝镇飞地1.3平方千米/1块、四川省武胜县清平镇亦有飞入合川区古楼镇飞地1块。

## 现任领导
| 机 构    | 中国共产党 重庆市合川区委员会 书记 | 重庆市合川区人民代表大会 常务委员会 主任 | 重庆市合川区人民政府 区长 | 中国人民政治协商会议 重庆市合川区委员会 主席 |
| 姓 名    | 姜雪松                             | 徐晓强                                   | 陈桥                      | 叶华                                         |
| 民 族    | 汉族                               | 汉族                                     | 汉族                      | 汉族                                         |
| 籍 贯    | 四川省南部县                       | 重庆市南川区                             | 重庆市開州區              | 四川省隆昌市                                 |
| 出生年月 | 1972年5月                          | 1968年7月                                | 1974年5月                 | 1966年11月                                   |
| 任职日期 | 2024年12月                         | 2024年05月                               | 2025年5月                 | 2022年1月                                    |
| -------- | ---------------------------------- | ---------------------------------------- | ------------------------- | -------------------------------------------- |

## 人口
总人口156万（2020年），根据重庆市合川区第七次全国人口普查结果显示全区常住人口1245294人，城镇常驻人口795780人。全区常住人口中，男性常住人口为625285人，占50.21%；女性常住人口为620009人，占49.79%。总常住人口性别比（以女性为100，男性对女性的比例）为100.85。城镇人口达到741067人（2019年），在原老重庆地区为人口最多的区县。　

## 经济

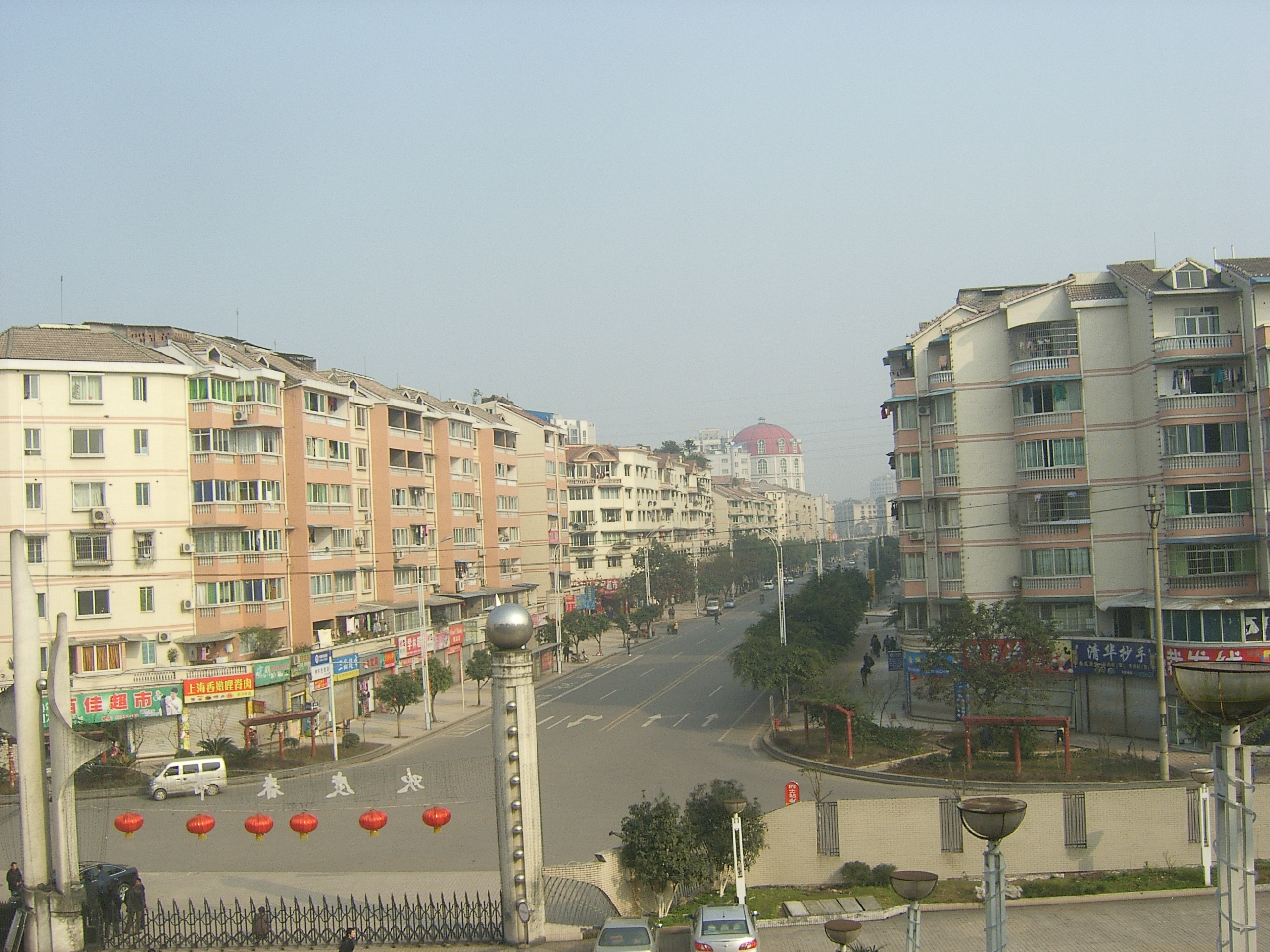
合川中学大门前的新街

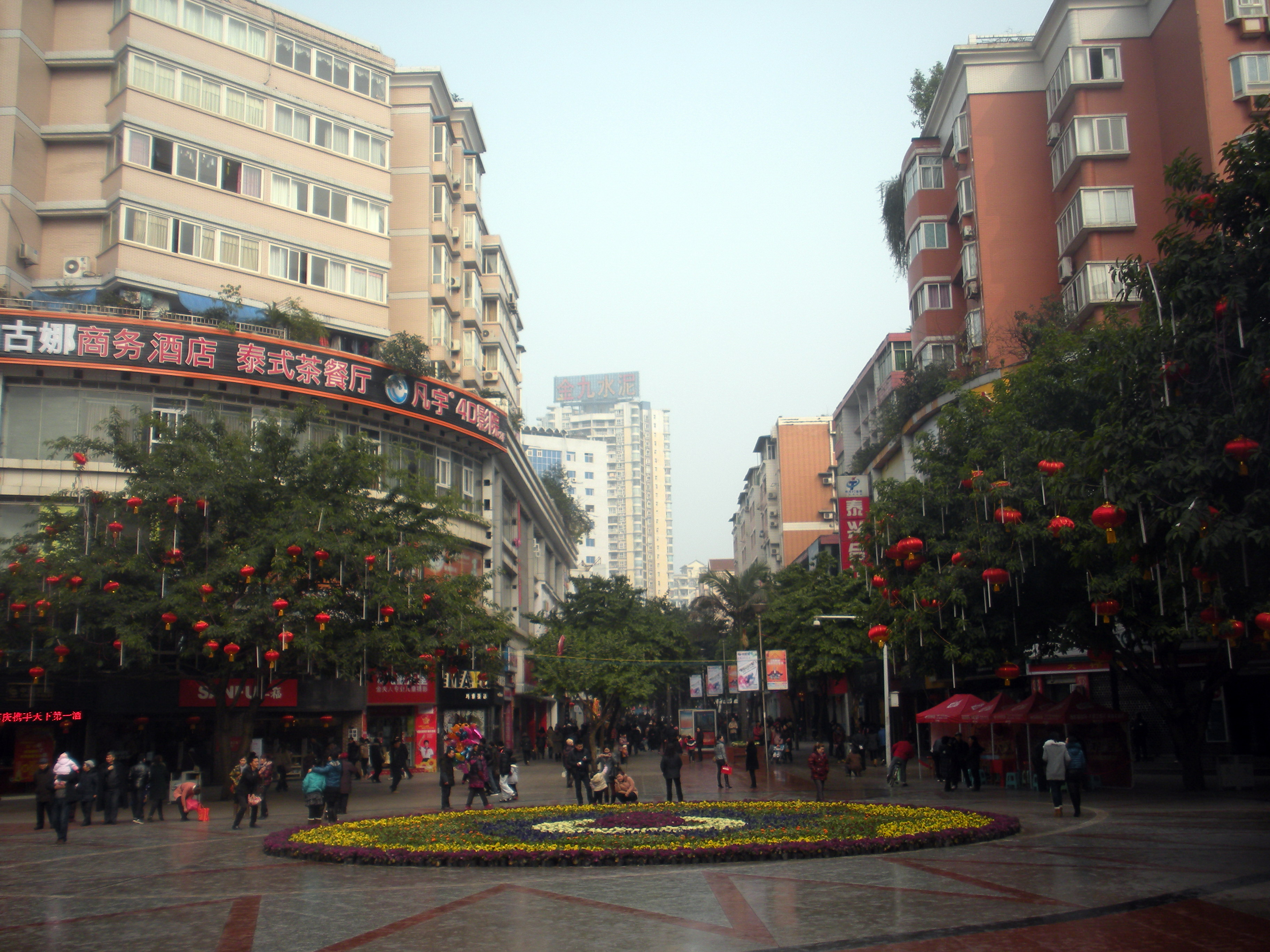
合川久长路步行街

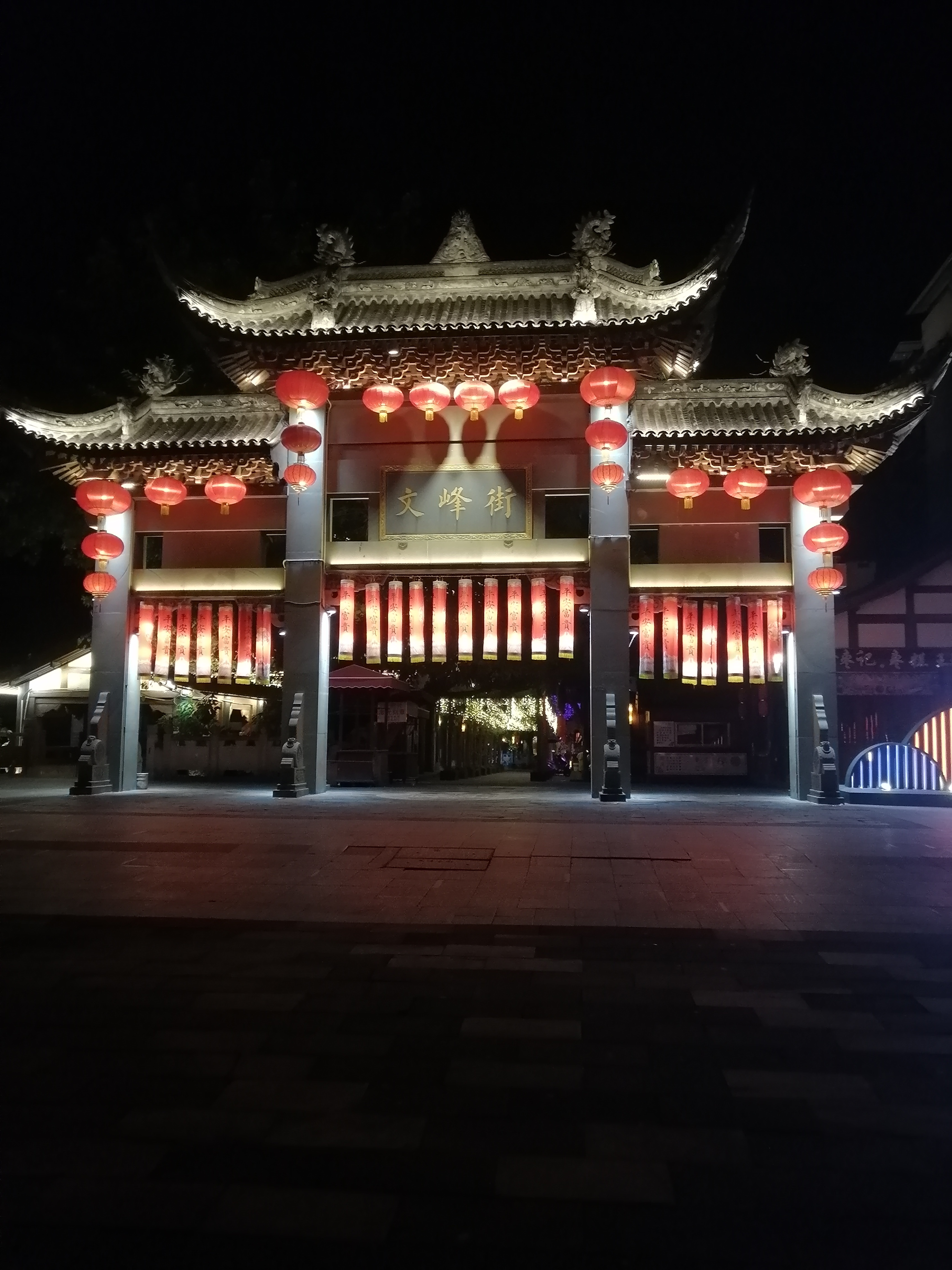
合川文峰古街西口夜景

- 合川在老重庆地区中处于经济较发达的地位。其产业结构为：一产业占27.4%；二产业占36.7%；三产业占35.9% 。合川桃片获得中商部银质奖（合川桃片为中国地理标志产品），阳城头曲获得中商部银爵奖，天星桥麸醋获得中商部银奖。生猪、蚕桑（丝绸）、柑橘在国内处于优势地位。中药材、制药、精细化工、能源工业独占重庆鳌头。
- 合川规模工业企业达230余户，初步形成了以双槐火电厂等为支撑的煤电能源产业，以北汽银翔汽车等为代表的装备制造产业，以希尔安药业等为代表的制药产业，以重庆轻纺控股集团等为代表的纺织服装产业，以德佳集团等为代表的农产品加工产业，以重庆盐业集团等为代表的盐气化工产业，以拉法基瑞安水泥为代表的建材产业，规划的“三大版块”、“九大产业”结构性布局基本完成。合川工业园区已形成34平方公里“一园六区”发展格局，是重庆市级特色工业园，现有入驻企业250余户。
- 合川区自古以来就是水运码头和物资集散地，商贸发达，现正在成为重庆市的区域性商贸物流中心。已拥有重庆义乌小商品批发市场和茂田建博中心等一批大型专业市场。 2011年，全区实现地区生产总值306.4亿元，同比增长16.2%；地方财政收入76.2亿元，同比增长87.3%;全社会固定资产投资249.9亿元，增长30.5%；社会消费品零售总额125.1亿元，增长22%；城镇居民人均可支配收入19265元，增长16.2%；农民人均纯收入8523元，增长23%。

## 交通

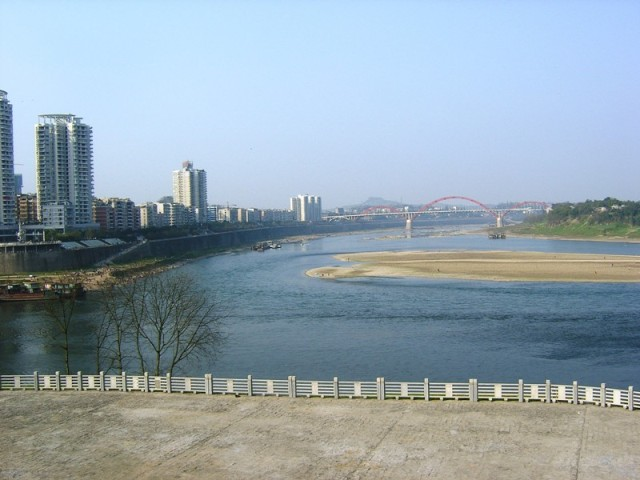
合川嘉陵江大桥

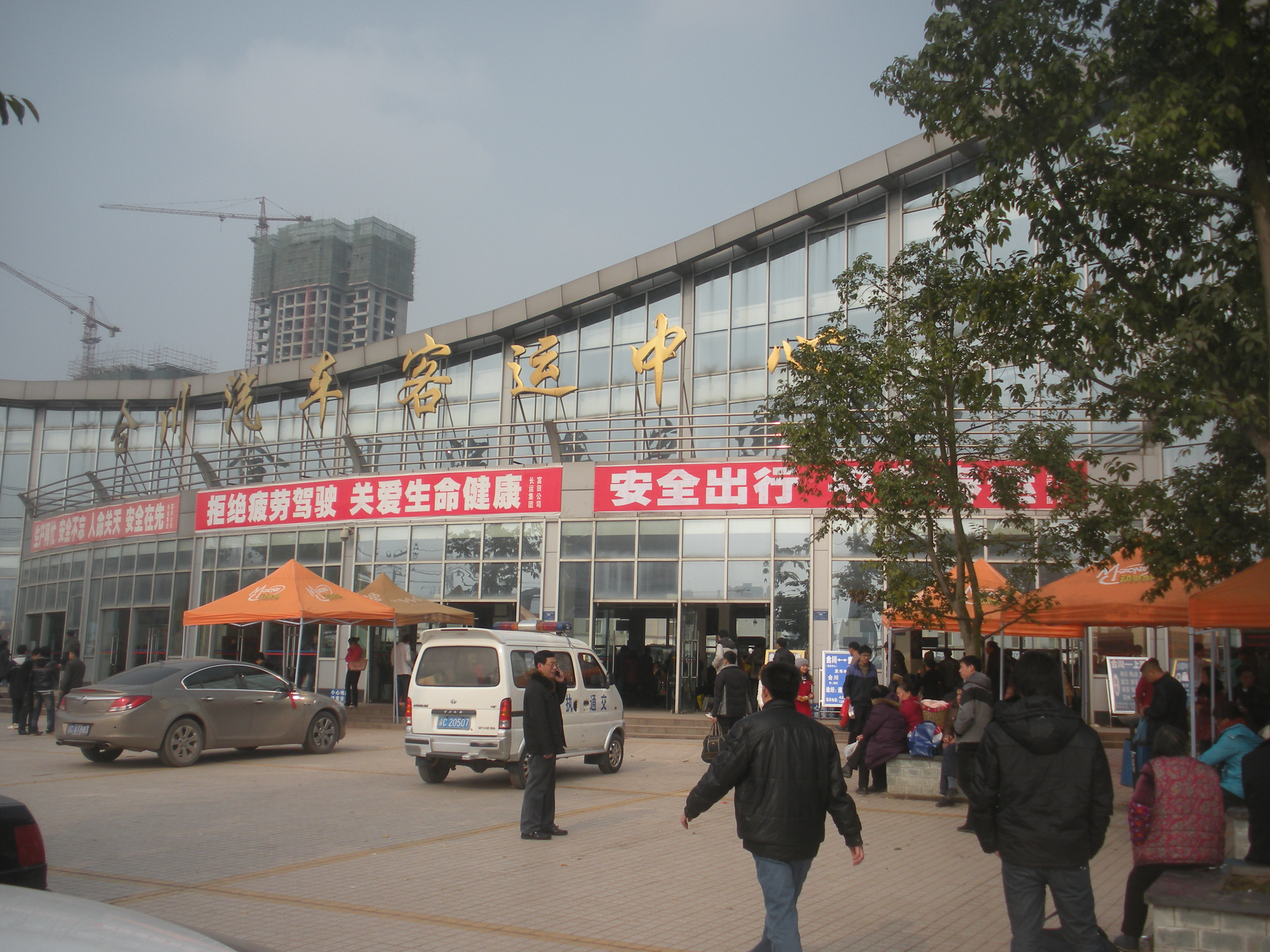
新建成的合川汽车客运中心

合川历为重庆通往川北、陕西、甘肃等地的交通要道和经济走廊，是重庆“一江两翼连三洋”国际物流大通道战略中的桥头堡，距重庆主城核心区50公里，到重庆江北国际机场和中国首个内陆保税港区——寸滩保税港区半小时车程。境内 兰海高速、 重庆三环高速、 212国道、 351国道、 208省道、 416省道、襄渝铁路纵贯南北， 合安高速、遂渝铁路横穿东西， 207省道从城区向西延伸， 银昆高速、 广安过境高速、 244国道在东部擦过， 538省道在北部擦过，已建成的兰渝铁路在合川与遂渝铁路并轨后成为欧亚大陆桥的一部分，到荷兰鹿特丹港仅需14天，千吨级货轮顺流而下可直航上海。随着遂渝快速铁路、武合高速公路通车，以武合路、合隆路、铜合路等为主线的"一纵四横八条干线"的道路交通网络初步形成。嘉陵江渠化工程正在实施，即将打通出海口岸。合川区共有27条公交线路，每万人拥有公共交通汽车11.1辆，有客货码头45个，建有涪江一桥、合州大桥、涪江四桥、合阳嘉陵江大桥、合川嘉陵江南屏大桥、小沔嘉陵江大桥和云门大桥等7座大桥。
目前亦有 澄江支线高速、渝武扩能高速、 合璧津高速、合川西环高速， 双钱高速等高速公路在建。

## 旅游

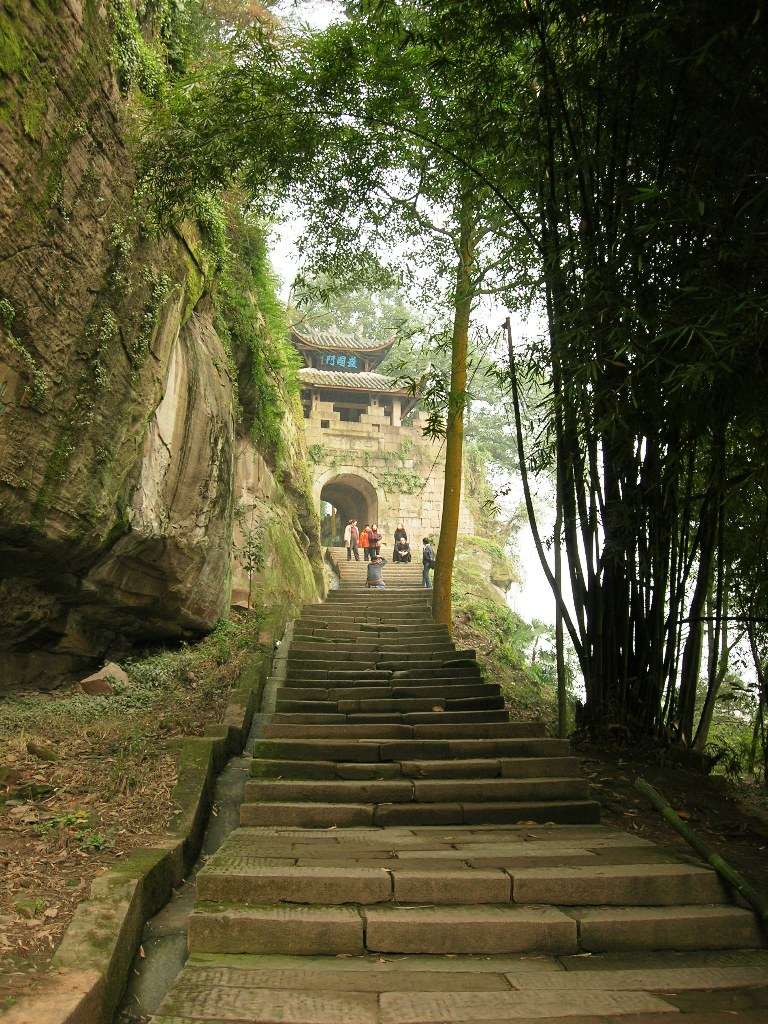
通向合川钓鱼城城门的石梯小道

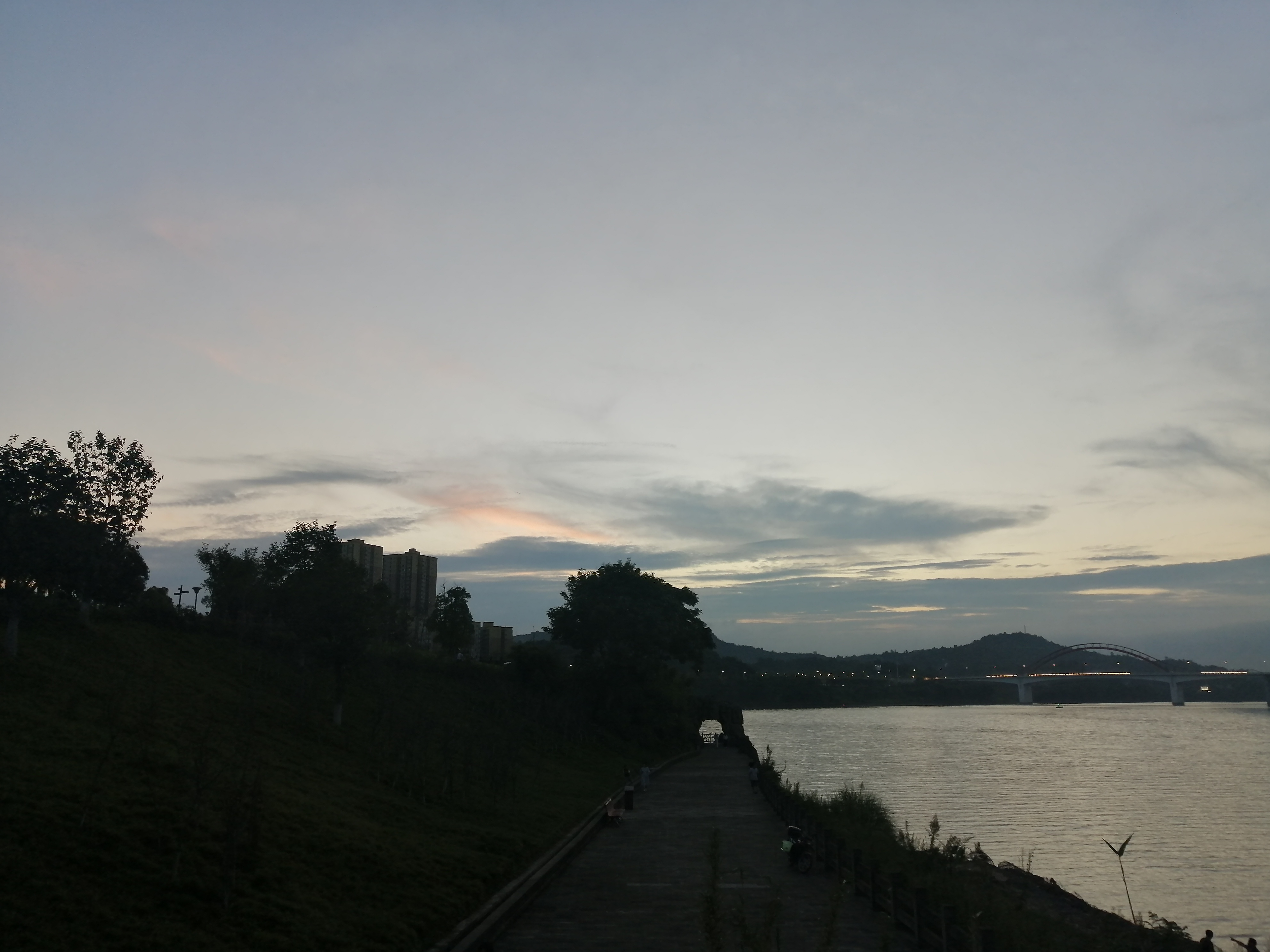
合川赵家渡水生态公园

- 合川青山环绕，山水交融，有“城在江中、江在城中”、“半城青山半城湖”之美景，为不可复制的宜居江城，同时也是重庆市森林城市。
- 境内有闻名世界的宋元古战场遗址——合川钓鱼城。公元1259年，号称“上帝之鞭”的蒙古铁骑进攻钓鱼城，元宪宗蒙哥在此负伤，不久而亡。钓鱼城因此被欧洲人誉为“东方的麦加”、「上帝折鞭處」。南宋军民在钓鱼城守将王坚、张珏的率领下孤守36年之久乃降。
- 涞滩镇位于辖区东北约20公里，建镇于宋代，是全国十大古镇之一和首批“中国最美的村镇”。古镇滨临渠江，自然风光优美，明清民居高低错落，老街小巷古朴典雅，清代修筑的瓮城现保存完好，重庆仅有。镇东南有“二佛寺”和省级重点文物保护单位鹫鹰岩摩岩石刻，其中有全国仅存的禅宗道场造像。弥勒坐像17米，为川东第二，故名二佛。
- 九峰山森林公园距合川城区10公里。是山岳型自然风景区。因景区内九峰延绵，故名九峰山。该山呈东北西南走向，总面积达18平方公里，森林面积12平方公里。登峰可望合川城全景。
- 佛道并存的宗教圣地龙多山，距合川城区约60公里，位于燕窝赤水，海拔高度624米，因峰岭逶迤，绵延天外，像一条腾飞的巨龙而得名。相传西晋永嘉三年(309年)有广汉仙人冯盖罗在山上炼丹，一日全家17人飞升仙去，从此龙多山就闻名于世。武则天称帝时曾"钦敕"山僧在山上建放生池，唐玄宗时山僧曾"奉旨醮祭"。 龙多山最精华最珍贵的是千余年以来所留下的古石刻艺术。有鹫台献瑞、飞仙流泉、怪石衔松、晴岩绕翠、黄龙吐雾、赤城旧迹、横江白练、群峰堆翠等龙多山八景。
- 合川还拥有重庆市第二大人工湖泊双龙湖和多山等风景名胜。

### 文物保护单位

#### 重庆市历史地名保护名录
- 第一批：钓鱼城、涞滩镇
- 第二批：合川、龙多山

#### 全国重点文物保护单位
钓鱼城遗址
涞滩二佛寺摩崖造像
育才学校旧址

## 文化

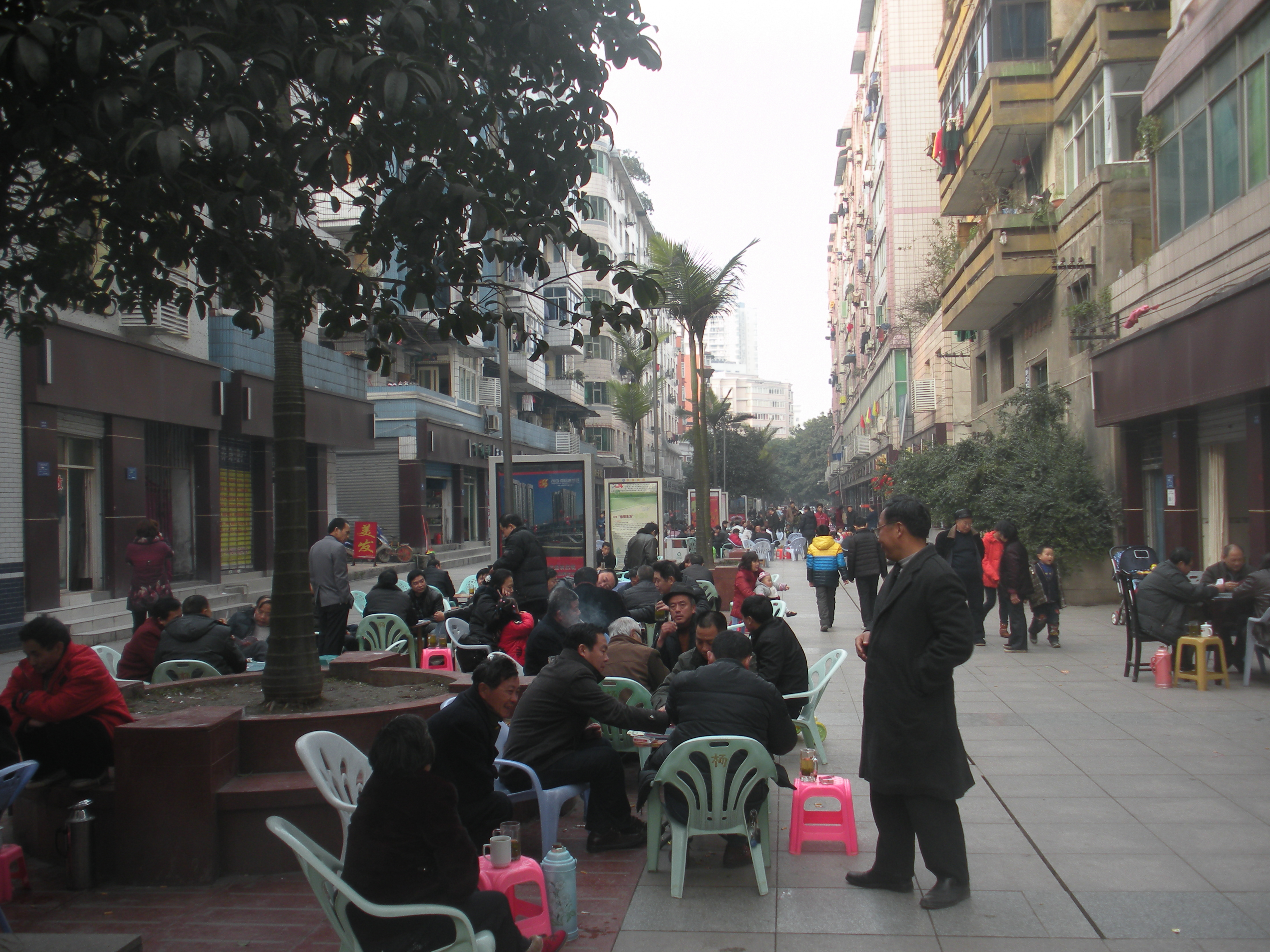
合川区大南街面上的露天茶馆

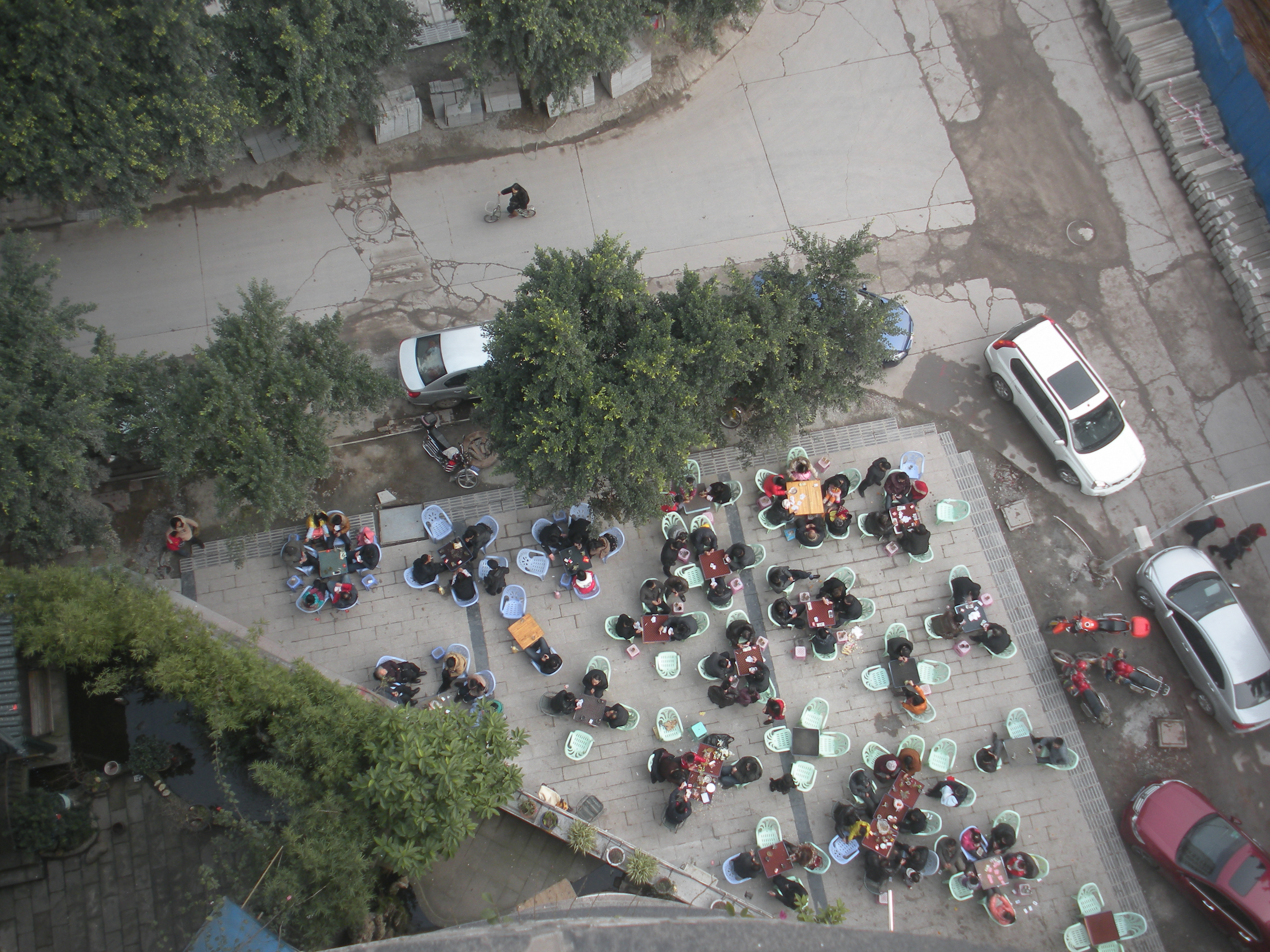
合川城小区的居民正在打麻将

合川历史悠久，人文荟萃，是“濮”人的发祥地。战国时即为巴国别都，境内铜梁山为古时巴、蜀边界，文献名山，左思、杨雄《蜀都赋》均有吟咏。合川的巴文化、龙舟文化、理学文化、码头文化和茶馆文化久负盛名，历史文化名人如周敦颐曾在合川任通判；被清朝皇帝誉为“清官第一”、“一代廉吏”的于成龙曾任合州知州；还有创建四川蚕桑公社的著名史学家张森楷，实业家卢作孚之民生公司发轫于合川，教育家陶行知等也曾在合川兴教。
秉其渊源，合川文化艺术素来发达，尤以文学、美术创作傲视重庆。书法、国画独树一帜，杂文、散文、史学声誉卓著。合川是中国龙舟之乡、全国儿童画之乡和全国科普示范区。

## 科技
合川在中国率先研制成功农用汽车，是中国农用汽车国家标准的制定者。软科学研究特色突出，尤以经济预测技术富有独创性，其独创的资源-市场双向约束动态预测模型已成为国内经济学界经典模型。自主设计、国内最早的双向HFC宽带网络案例成为国内双向有线电视通用模式，得到普遍推广。

## 教育

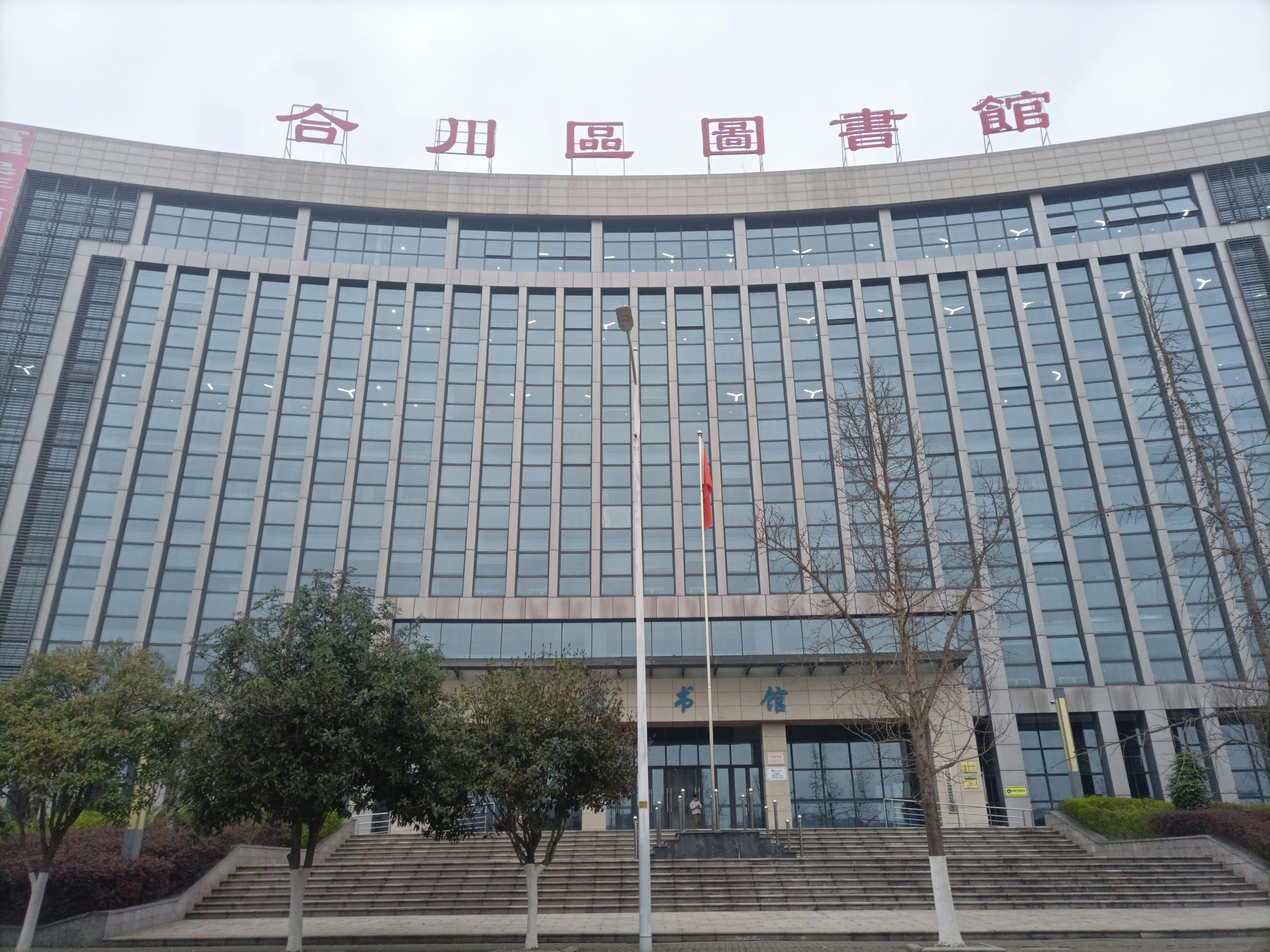
重庆市合川区图书馆

合川自古人杰地灵，民尚习文，兴学重教之风源远流长，文化氛围浓郁，教育积淀深厚。城东嘉陵江岸学士山上，有北宋理学家周敦颐讲学之所养心堂。1939年，教育家陶行知在草街古圣寺创办了蜚声中外的育才学校。现具有学前教育、义务教育、高中教育、高等教育、继续教育完善的教育体系。合川中学办学规模居全国第八，重庆第一。职业教育体系完备。
2019年,合川区各级各类学校315所，教师16289人，在校生257140人。其中在合普通高等院校7所，教师4130人，在校生91736人，招生29716人，毕业生21305人；中等职业学校4所，教师662人，在校生8948人，招生3528人，毕业生2254人；普通高中9所，教师2575人，在校生19268人，招生6767人，毕业生6367人；普通初中25所，教师2032人，在校生39331人，招生15038人，毕业生10250人；普通小学110所，教师4127人，在校生68345人，招生10089人，毕业生14143人；学前教育机构158个，教师2712人，在校幼儿29317人，招生8705人，毕业生9872人。小学学龄儿童毛入学率100%，初中毛入学率100%，高考上线率99.8%。
| 合川区普通高等学校   | 合川区普通高等学校 | 合川区普通高等学校 | 合川区普通高等学校 |
| 校名                 | 办学层次           | 主管部门           | 办学性质           |
| -------------------- | ------------------ | ------------------ | ------------------ |
| 重庆人文科技学院     | 本科               | 重庆市教育委员会   | 民办               |
| 重庆移通学院         | 本科               | 重庆市教育委员会   | 民办               |
| 重庆对外经贸学院     | 本科               | 重庆市教育委员会   | 民办               |
| 重庆工商大学派斯学院 | 本科               | 重庆市教育委员会   | 民办               |
| 重庆工商职业学院     | 专科               | 重庆市人民攻府     | 公办               |
| 重庆应用技术职业学院 | 专科               | 重庆市教育委员会   | 民办               |

## 友好城市
| 国家           | 城市               | 结好时间       |
| -------------- | ------------------ | -------------- |
| 美国           | 圣莫尼卡市         | 2015年10月20日 |
| 中华人民共和国 | 内蒙古自治区正蓝旗 | 2015年06月18日 |